# Sisters in Islam
 (mars 2013).
Sisters in Islam (SIS) (سيسترس اين اسلام en jawi, Sœurs en Islam en français) est une ONG féministe malaisienne. Fondée en 1987 par Zainah Anwar, qui a dirigé le mouvement pendant 20 ans ; cette association milite pour les droits des femmes musulmanes, elle promeut aussi l'égalité des sexes et de la justice en Malaisie et dans le monde entier. 

## Histoire
En 1985, une campagne de lutte féministe parvient à obtenir du gouvernement malaisien la criminalisation des violences domestiques, mais le Département des Affaires Islamiques déclare que ces lois ne s'appliquent pas aux musulmans. En Malaisie, les citoyens musulmans sont tenus d'observer la Common Law d'origine britannique, mais également la charia, ce qui implique que les femmes musulmanes ne sont pas également protégées par la loi malaisienne. C'est dans ce contexte qu'en 1987 se réunissent une dizaine d’intellectuelles malaisiennes musulmanes, pour discuter du droit islamique de la famille et chercher des solutions légales aux yeux de la charia.
En 1990, le groupe prend le nom de Sister in Islam, et Zainah Anwar en assure la direction. Le mouvement revendique tout à la fois son caractère féministe et son attachement au Coran, ne remettant pas en question la parole divine : "Ce [n’est] pas l’islam qui opprime les femmes, mais les interprétations biaisées du Coran, influencées par les valeurs culturelles d’une société patriarcale. Pendant la plus grande partie de l’histoire de l’islam, les réalités, les voix et les expériences des femmes ont été omises dans la lecture et l’interprétation du Texte. Ce silence des hommes a pendant longtemps été interprété comme étant le silence du Coran".
Sister in Islam, en parallèle de son étude du Coran et en particulier des versets utilisés pour justifier le patriarcat, fournit un service d'assistance juridique aux musulmanes, publie des brochures d'informations sur les droits des femmes, et s'engage pour des réformes légales auprès du gouvernement, militant par exemple pour l'élection de femmes-juges dans les tribunaux de la charia.
Si le mouvement jouit d'une certaine tolérance de la part du gouvernement, qui entretient auprès des investisseurs étrangers l'image d'un Islam progressiste, les Sister in Islam n'en sont pas moins soumises à des menaces et des interdictions. En 2008, le Ministère des affaires intérieures a censuré l’ouvrage Muslim Women and the Challenge of Islamic Extremism sous prétexte que ce livre était susceptible de "troubler l’ordre public et de perturber les femmes musulmanes". En 2009, le PAS (parti islamique) demande au gouvernement d’interdire le mouvement, accusé d’être "anti-islamique", et souhaite envoyer ses membres dans un centre de rééducation religieuse.
En 2008, Zainah Anwar quitte son poste à la tête de Sisters of Islam, un départ qu'il a fallu préparer pendant trois ans. Devant la difficulté de trouver une remplaçante de stature équivalente, elle est remplacée par une équipe de quatre personnes : Maria Chin Abdullah, précédemment directrice exécutive du Women’s Development Collective, responsable des questions juridiques, Masjaliza Hamzah, professeur pour le programme Chevening (en), chargée de la recherche et des publications, Norhayati Kaprawi, chargée de l'éducation populaire et de la communication; et Rashidah Hashim comme responsable des opérations. 
En 2014, le Conseil Religieux Islamique du Selangor émet une fatwa déclarant que Sister in Islam, de la même manière que d'autres mouvements militant en faveur du libéralisme religieux et du pluralisme, n'était pas conforme aux enseignements de l'Islam. Cette fatwa implique une confiscation des publications et une censure sur les réseaux sociaux des idées défendues par les féministes malaisiennes.

### Sources et bibliographie
- (en) Aihwa Ong, Bewitching Women, Pious Men, University of California Press, 1995, 320 p.  (ISBN 978-0520088610)